# Saaremaa
Saaremaa je najveći estonski otok površine 2673 km2, a čini oko 95% teritorija okruga Saare. Smješten je u Baltičkom moru. Na otoku je 2020. godine živjelo 31.435 ljudi, odnosno oko 2% ukupne populacije Estonije. Apsolutnu većinu na otoku čine Estonci. Najveći grad je Kuressaare s oko 16 tisuća stanovnika.
Na otoku se nalazi skupina od 9 meteorskih kratera zvanih Kaali.

## Vanjske poveznice
|  | Zajednički poslužitelj ima još gradiva o temi Saaremaa |

- Saaremaa
- Avies  Arhivirana inačica izvorne stranice od 22. ožujka 2004. (Wayback Machine)